# Мерлен
Мерлен (њем. Mörlen) општина је у њемачкој савезној држави Рајна-Палатинат. Једно је од 192 општинска средишта округа Вестервалд. Према процјени из 2010. у општини је живјело 593 становника. Посједује регионалну шифру (AGS) 7143264.

## Географски и демографски подаци
Мерлен се налази у савезној држави Рајна-Палатинат у округу Вестервалд. Општина се налази на надморској висини од 416 метара. Површина општине износи 3,1 km². У самом мјесту је, према процјени из 2010. године, живјело 593 становника. Просјечна густина становништва износи 193 становника/km².